# Dixella lobata
Dixella lobata är en tvåvingeart som beskrevs av Adelaida Chaverri och Art Borkent 2007. Dixella lobata ingår i släktet Dixella och familjen u-myggor.
Artens utbredningsområde är Costa Rica. Inga underarter finns listade i Catalogue of Life.